# خلية ميلانينية
الخلية الميلانينية (بالإنجليزية: Melanocyte)‏ هي الخلايا المنتجة للميلانين وتوجد في الطبقة القاعدية من البشرة والطبقة الوسطى من العين (أو العنبية) والأذن الداخلية والسحايا والعظام والقلب.
الميلانين هي الصبغة الأساسية المسؤولة عن لون جلد الإنسان. عند إنتاج الميلانين، فإن عضية تسمى بالجسيم الميلانيني يحتويه ويتحرك على طول تركيب يشبه الذراع يسمى بالتغصن حتى يصل الخلية الكيراتينية.

## الأمراض
- أورام الخلايا الميلانينية